# Johann Friedrich Christ
Johann Friedrich Christ, noto anche come Johann Heinrich, (Coburgo, 26 aprile 1701 – Lipsia, 3 settembre 1756), è stato un archeologo, storico dell'arte dell'antichità tedesco.

## Biografia
Christ iniziò la sua formazione nel 1720 all'Università di Jena, dove studiò filosofia e diritto. Nel 1726 si trasferì all'Università di Halle ed ottenne, nonostante non avesse ancora ottenuto il dottorato, il permesso di tenere lezioni. Ad Halle decise di competere per divenire professore di storia all'Università di Lipsia. Ottenne la promozione a Baccalaureus Philosophiae e Bonorum Artium Magister il 12 febbraio 1728.
L'anno successivo passò all'università di Lipsia, dove ottenne l'abilitazione l'8 di giugno e insegnò, dal 26 agosto 1730 come extra ordinem pro loco, una specie di supplente.
Con il suo scritto De Nicolao Machiavello libri tres („I tre libri di Niccolò Machiavelli“) Christ ottenne l'interesse del suo sovrano che era Augusto il Forte, che gli fece ottenere un Extraordinariat assegnatogli tramite la procura di Meißen.
L'11 aprile del 1731 Christ tenne la sua lezione di debutto, sui compiti del legislatore.
La sua ulteriore promozione all'inizio fu ritardata per la sua giovane età: Christ fu messo da parte nel rinnovo dei titolari degli insegnamenti (ordinariato) di Historiarum Metaphysices e Moralium ac Politices (storia, metafisica e politica), ma in suo favore intervenne un rescritto del re di Sassonia. Finalmente raggiunse nel 1739, sulla base della sua immagine pubblica, professore di poesia (Poeseos) alla Università di Lipsia, il cui docente aveva prelo la cattedra di fisica. Cristo tenne il suo discorso inaugurale sulla poesia antica, e il suo programma si basò sul contrasto i con monumenti - un'innovazione allora inaudita. Anche il semestre successivo vide l'archeologia accanto alla storia della letteratura.
Durante il suo impiego a Lipsia Christ ebbe numerosi incarichi universitari: executor, examinator, claviger; fu più volte decano, cancelliere, e nei semestri estivi degli anni  1744, 1748 1752 e 1756, rettore dell'Alma Mater. Morì durante il suo quarto rettorato per una malattia polmonare.
Christ è considerato il fondatore della ricerca archeologica accademica in Germania: faceva esaminare criticamente direttamente agli studenti le testimonianze dell'arte antica.
Non ha lasciato una ampia produzione letteraria, ma ebbe una influenza significativa sullo sviluppo degli studi classici nel XVIII secolo, tramite i suoi numerosi allievi. Tra di loro non erano solo i filologi famosi come Johann Karl Zeune e Friedrich Wolfgang Reiz, ma anche scrittori come Gotthold Ephraim Lessing e Christian Fürchtegott Gellert.